# Kisradna
Kisradna (1899-ig Kis-Gradna, szlovákul Malá Hradná) község Szlovákiában, a Trencséni kerületben, a Báni járásban.

## Fekvése
Bántól 9 km-re északnyugatra fekszik.

## Története
Temploma a 11. században épült. A falut 1329-ben „Garadna Superior” néven említik először. Templomát először 1332-ben a pápai tizedjegyzék említi. 1332-ben „Granna”, 1439-ben „Kys Hranna”, illetve „Felsewradna” alakban szerepel. A Pogány nemzetség birtoka, később a trencséni váruradalom része. 1598-ban 11 ház állt a faluban. Anyakönyveit 1714-től vezetik. 1720-ban 6 adózója volt. Lakói mezőgazdasággal és gyümölcstermesztéssel foglalkoztak. Később a közeli nagybirtokokon dolgoztak. Az asszonyok szövéssel, hímzéssel foglalkoztak.
A 18. század végén Vályi András így ír róla: „Gradna (Kis), vagy Hradna, tót falu, Trencsén az uj rend szer. Nyitra vmegyében, 230 kath., 4 zsidó lak. Kat. paroch. templom.”
Fényes Elek 1851-ben kiadott geográfiai szótárában így ír a faluról: „Gradna (Kis), vagy Hradna, tót falu, Trencsén az uj rend szer. Nyitra vmegyében, 230 kath., 4 zsidó lak. Kat. paroch. templom.”
A trianoni békéig Trencsén vármegye Báni járásához tartozott.

## Népessége
| Év:            | 1994. | 2004.   | 2014.   | 2024.    |
| -------------- | ----- | ------- | ------- | -------- |
| Emberek száma: | 422   | 387     | 364     | 407      |
| Eltérés:       |       | -8,29 % | -5,94 % | +11,81 % |

| Év:            | 2023. | 2024.   |
| -------------- | ----- | ------- |
| Emberek száma: | 408   | 407     |
| Eltérés:       |       | -0,24 % |

1784-ben 31 házában 46 családban 274 lakos élt.
1828-ban 32 háza és 218 lakosa volt.
1910-ben 339, túlnyomórészt szlovák anyanyelvű lakosa volt.
2001-ben 398 lakosából 393 szlovák volt.
2011-ben 370 lakosából 339 szlovák volt.

## Nevezetességei
- Szent Lőrinc vértanú tiszteletére szentelt római katolikus temploma a 11. században épült.

## Külső hivatkozások
- Községinfó
- Kisradna Szlovákia térképén
- E-obce.sk Archiválva 2010. december 23-i dátummal a Wayback Machine-ben